# Monster in the Closet
Monster in the Closet és una comèdia de terror de 1986 amb un repartiment veterà, que inclou Howard Duff i John Carradine, així com Stacy Ferguson i Paul Walker en els primers papers. La pel·lícula va ser distribuïda per Troma Entertainment. A l'article de GotchaMovies "Final Destinations and Killer Condoms", Monster in the Closet va ser seleccionat com el vuitè moment més important de la història dels slashers adolescents. La pel·lícula va ser dirigida i escrita per Bob Dahlin.

## Argument
El periodista Richard Clark i la seva xicota, la científica Diane Bennett, investiguen una sèrie d'assassinats al petit poble de Chestnut-Hill, Califòrnia. L'assassí és un monstre que no para de sortir de l'armari a la nit i és immune a totes les armes. El pànic esclata i els militars mostren la seva impotència després que fracassés l'últim intent d'aturar el monstre amb un làser modern. Clark cau a les mans del monstre i ha de seguir-lo fins a San Francisco. Mentrestant, s'ha adonat que el monstre treu tota la seva energia sobrenatural dels armaris, per això comencen a destruir-los per tot el país. Això fa que el monstre es faci cada cop més feble fins que mor als carrers de San Francisco.

## Repartiment
- Donald Grant com a Richard Clark
- Denise DuBarry com a professora Diane Bennett
- Paul Walker com a "Professor" Bennett
- Stella Stevens com a Margo
- Kevin Peter Hall com a monstre
- Claude Akins com el xèrif Sam Ketchem
- Howard Duff com el Pare Finnegan
- Henry Gibson com el Dr. pennyworth
- Donald Moffat com el general Franklin D. Turnbull
- Paul Dooley com a Roy
- John Carradine com a Old Joe Shempter
- Jesse White com a Ben
- Frank Ashmore com a Scoop
- Stacy Ferguson com a Lucy
- Clare Torao com a presentadora de notícies de televisió (acreditada com a Clare Nono)

## Llançament
Monster in the Closet va ser llançat en VHS per Troma Team Video el 1995. Va ser llançat per primera vegada en DVD per Troma el 10 de novembre de 1998. Va ser llançat per última vegada per Hollywood DVD el 18 de desembre de 2003.

## Crítiques
| «                                   | Un simple intent de sàtira de terror que, per falta d'ironia sorprenent, sembla una còpia d'una pel·lícula de terror casolanaa dels anys 50” | » |
| — Lexikon des internationalen Films | |   |

| «                    | Just quan entres a la pel·lícula, l'autor Dahlin es queda sense idees i gas, així que només utilitza focs artificials. | » |
| — The New York Times | |   |